# Neurofilament polipèptid lleuger
El polipèptid lleuger de neurofilament, també conegut com a cadena lleugera de neurofilament, abreujat a NF-L o Nfl i amb el nom HGNC NEFL és un membre de la família de proteïnes de filament intermedi. Aquesta família de proteïnes consta de més de 50 proteïnes humanes dividides en 5 classes principals, les queratines de classe I i II, vimentina de classe III, GFAP, desmina i les altres, neurofilaments de classe IV i làmines nuclears de classe V. Hi ha quatre subunitats principals de neurofilaments, NF-L, NF-M, NF-H i α-internexina. Aquests formen heteropolímers que s'assemblen per produir neurofilaments de 10 nm que només s'expressen en neurones on són proteïnes estructurals principals, especialment concentrades en axons de gran projecció. Els axons són especialment sensibles al compromís mecànic i metabòlic i, com a resultat, la degeneració axonal és un problema important en molts trastorns neurològics. Per tant, la detecció de subunitats de neurofilaments en LCR i sang s'ha utilitzat àmpliament com a biomarcador del compromís axonal en curs. La proteïna NF-L està codificada pel gen NEFL. La cadena lleugera del neurofilament és un biomarcador que es pot mesurar amb immunoassaigs en líquid cefalorraquidi i plasma i reflecteix el dany axonal en una gran varietat de trastorns neurològics. És un marcador útil per al seguiment de malalties en l'esclerosi lateral amiotròfica, l'esclerosi múltiple, la malaltia d'Alzheimer, i més recentment la malaltia de Huntington. També és un marcador prometedor per al seguiment de pacients amb tumors cerebrals. Nivells més alts de sang o LCR NF-L s'han associat amb un augment de la mortalitat, com s'esperaria, ja que l'alliberament d'aquesta proteïna reflecteix la pèrdua axonal en curs. El treball recent realitzat com a col·laboració entre EnCor Biotechnology Inc. i la Universitat de Florida va demostrar que els anticossos NF-L utilitzats en els assaigs NF-L més utilitzats són específics per a les formes escindides de NF-L generades per proteòlisi induïda per la mort cel·lular. Els mètodes utilitzats en diferents estudis per a la mesura de NfL són l'assaig immunosorbent lligat a enzims sandvitx (ELISA), l'electroquimioluminescència i la matriu de molècules individuals d'alta sensibilitat (SIMOA).

## Muntatge i estructura de neurofilaments

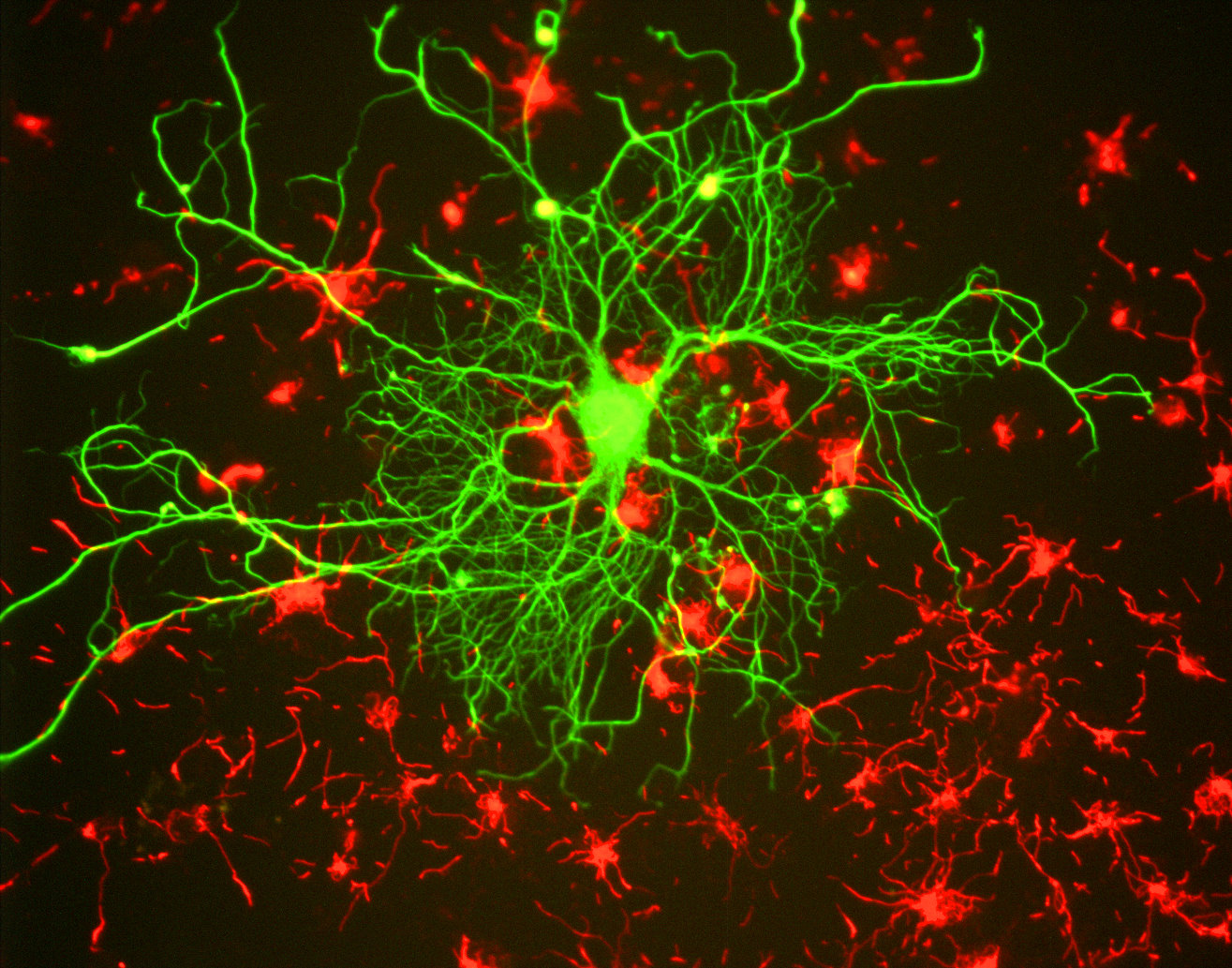
Cèl·lules del cervell de rata cultivades en cultiu de teixits i tenyides, de verd, amb un anticòs contra la subunitat del neurofilament NF-L, que revela una gran neurona. El cultiu es va tacar de vermell per a l'α-internexina, que en aquest cultiu es troba a les cèl·lules mare neuronals que envolten la neurona gran. Imatge cortesia d'EnCor Biotechnology Inc.

S'associa amb la malaltia de Charcot-Marie-Tooth 1F i 2E.

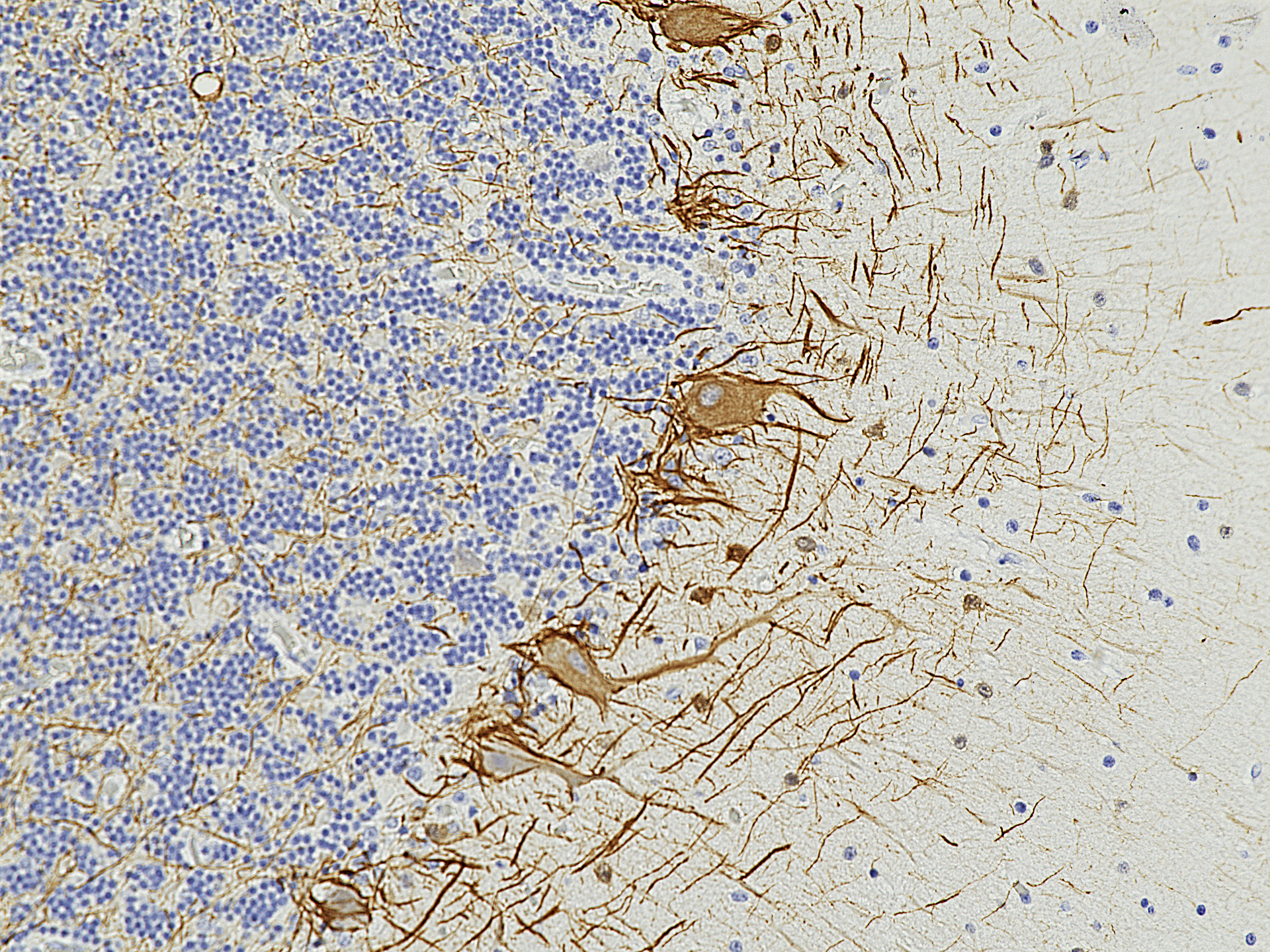
Una secció fixada amb formalina i incrustada en parafina del cerebel humà tenyida amb un anticòs contra NF-L revelada amb un colorant marró, els nuclis cel·lulars es revelen amb un colorant blau. La regió rica en nuclear a l'esquerra és la capa granular, la regió a la dreta és la capa molecular. L'anticòs s'uneix als processos de les cèl·lules de cistella, els axons de fibres paral·leles, el perikaria de les cèl·lules de Purkinje i diversos altres axons. Imatge cortesia d'EnCor Biotechnology Inc.